# Processus d'Airy
Le processus d'Airy est un processus stochastique qui apparaît comme une limite universelle en théorie des matrices aléatoires et en physique statistique. Son nom dérive de la fonction d'Airy et de manière analogue aux {\displaystyle \beta }-ensembles, on peut définir les processus {\displaystyle \operatorname {Airy} _{\beta }(t)}.
Le processus a été introduit en 2002 par les mathématiciens Michael Prähofer et Herbert Spohn. Ils ont prouvé que la fonction de hauteur d'un modèle de croissance aléatoire (la PNG-Droplet) converge vers le processus Airy2 sous une certaine échelle.
Le processus d'Airy est défini par sa distribution en dimension finie, qui est un déterminant de Fredholm du noyau d'Airy étendu. En regardant un seul point dans le temps, c'est-à-dire la distribution en un point, alors le processus d'Airy suit une loi de Tracy-Widom (en),.

## Processus d'Airy2
Soit {\displaystyle t_{1}<t_{2}<\dots <t_{n}} dans {\displaystyle \mathbb {R} }.
Le processus d'Airy2 {\displaystyle A_{2}(t)} est le processus stochastique avec la fonction de répartition suivante
{\displaystyle P(A_{2}(t_{1})<\xi _{1},\dots ,A_{2}(t_{n})<\xi _{n})=\det(1-f^{1/2}K_{\operatorname {Ai} }^{\operatorname {ext} }f^{1/2})_{L^{2}(\{t_{1},\dots ,t_{n}\}\times \mathbb {R} )}}
avec
{\displaystyle f(t_{j},\xi ):=1_{\{\xi _{j}<\xi \}}(\xi )}
et le noyau d'Airy étendu
{\displaystyle K_{\operatorname {Ai} }^{\operatorname {ext} }(t_{i},x;t_{j},y):={\begin{cases}{\displaystyle \int _{0}^{\infty }{\rm {e}}^{-z(t_{i}-t_{j})}\operatorname {Ai} (x+z)\operatorname {Ai} (y+z)\mathrm {d} z}&{\text{si}}\;t_{i}\geq t_{j}\\[5pt]{\displaystyle -\int _{-\infty }^{0}{\rm {e}}^{-z(t_{i}-t_{j})}\operatorname {Ai} (x+z)\operatorname {Ai} (y+z)\mathrm {d} z}&{\text{si}}\;t_{i}<t_{j}\end{cases}}}

### Explications
- Dans le cas {\displaystyle t_{i}=t_{j}} le noyau d'Airy étendu devient le noyau d'Airy suivant une loi de Tracy-Widom

{\displaystyle P(A_{2}(t)\leq \xi )=F_{2}(\xi ).}
- {\displaystyle f^{1/2}K_{\operatorname {Ai} }^{\operatorname {ext} }f^{1/2}} est un opérateur de classe trace sur {\displaystyle L^{2}(\{t_{1},\dots ,t_{n}\}\times \mathbb {R} )} avec mesure de comptage sur {\displaystyle \{t_{1},\dots ,t_{n}\}} et mesure de Lebesgue sur {\displaystyle \mathbb {R} }[3].